# География Франции

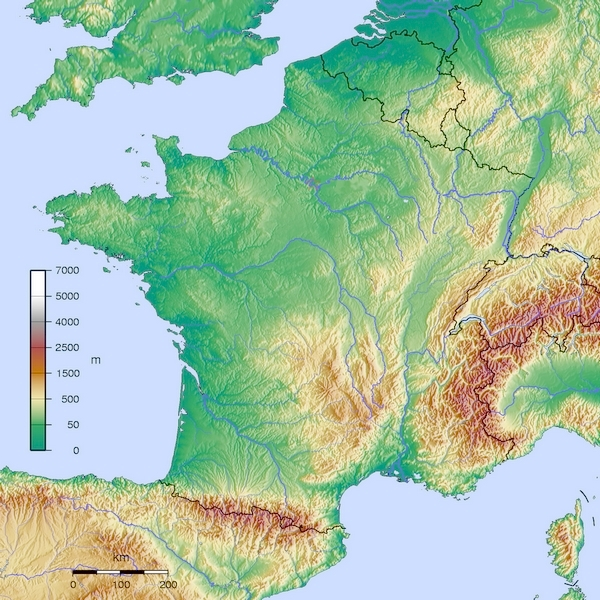
Физическая карта Франции.

Фра́нция — трансконтинентальное государство, включающее основную территорию в Западной Европе и ряд заморских регионов и территорий.
Площадь территории Франции составляет 551 500 км² (675 417 км² вместе с заморскими владениями). Франция простирается на 950 км с юга на север и с запада на восток (самое большое расстояние между коммунами Бре-Дюн и Сербер). Франция — третья по размеру страна в Европе (после России и Украины); если считать заморские регионы — то вторая. Самая низкая точка во Франции — дельта Роны (на 2 м ниже уровня моря), самая высокая — Монблан (4810 м над уровнем моря).

## Границы
Франция граничит с 11-ю государствами. Метрополия граничит с 8-ю государствами, а заморские регионы — с тремя. Общая длина сухопутных границ равняется 4082,2 км. За исключением северо-восточной части страны, Франция в основном имеет природные границы: Рейн, Юра, Альпы, Пиренеи.
Границы метрополии (в порядке убывания протяжённости границы):
- Испания (длина границы — 623 км)
- Бельгия (620 км)
- Швейцария (573 км)
- Италия (488 км)
- Германия (451 км)
- Люксембург (73 км)
- Андорра (56,6 км)
- Монако (4,4 км)

Границы заморских регионов (в порядке убывания протяжённости границы):
- Бразилия (730 км)
- Суринам (510 км)
- Синт-Мартен (10,2 км)

Общая длина береговой линии — 3 427 км. Берега Франции омываются Северным морем, Ла-Маншем, Атлантическим океаном и Средиземным морем.

## Горы
Вдоль границы с Испанией простирается горная цепь Пиренеев. В ледниковую эпоху Пиренеи не подвергались мощному оледенению. Там нет крупных ледников и озёр, живописных долин и зубчатых гребней, характерных для Альп. Из-за значительной высоты и труднодоступности перевалов связи между Испанией и Францией весьма ограничены. Сообщение между этими странами поддерживается преимущественно по немногочисленным узким проходам между горами и по морям на западе и востоке.
Альпы частично образуют границу Франции с Италией и Швейцарией (до Женевского озера), а частично простираются в пределы юго-восточной Франции вплоть до Роны. В высоких горах реки выработали глубокие долины, а ледники, занимавшие эти долины в ледниковую эпоху, расширили и углубили их. Величественные вершины, как, например, высшая точка Западной Европы гора Монблан (4807 м), живописно выделяются на фоне ледниковых долин. В отличие от Пиренеев, в Альпах имеется ряд относительно легкодоступных перевалов.
Горы Юра, вдоль которых проходит граница со Швейцарией, расположены между Женевой и Базелем. Они имеют складчатое строение, сложены известняками, более низкие и менее расчленённые по сравнению с Альпами, однако сформировались в ту же эпоху и имеют тесную геологическую связь с Альпами.

## Крайние точки

### Франция (метрополия)
(С учётом близлежащих островов)
- Самая северная точка — коммуна Бре-Дюн, Nord 51°05′ с. ш. 2°32′ в. д.HGЯO
- Самая южная точка — Острова Лавецци, Corsica 41°20′ с. ш. 9°15′ в. д.HGЯO
- Самая западная точка — Остров Уэсан, Brittany 48°27′ с. ш. 5°08′ з. д.HGЯO
- Самая восточная точка — Червионе, Haute-Corse 42°17′ с. ш. 9°33′ в. д.HGЯO

### Франция (континентальная часть)
(Без учёта островов)
- Самая северная точка — коммуна Бре-Дюн, Nord 51°05′ с. ш. 2°32′ в. д.HGЯO
- Самая южная точка — деревня Пуч-де-Кома-Негра, Pyrénées-Orientales 42°20′ с. ш. 2°31′ в. д.HGЯO
- Самая западная точка — мыс Пуэнт-де-Корсан, Finistère 48°24′ с. ш. 4°47′ з. д.HGЯO
- Самая восточная точка — город Лотербур, Bas Rhin 48°58′ с. ш. 8°13′ в. д.HGЯO

## Рельеф
Центральный Французский массив, расположенный между бассейнами рек Луары, Гаронны и Роны, представляет собой крупнейший массив, возникший в результате разрушения древних герцинских гор. Подобно другим древним горным областям Франции, он поднялся в альпийскую эпоху, при этом более мягкие породы в Альпах были смяты в складки, а плотные породы Центрального Французского массива разбиты трещинами и разломами. По таким нарушенным зонам поднимались глубинные расплавленные породы, что сопровождалось вулканическими извержениями. В современную эпоху эти вулканы утратили свою активность. Тем не менее на поверхности массива сохранилось много потухших вулканов и других вулканических форм рельефа.
Пиренеи (Франции принадлежат лишь их северные склоны) значительно ниже Альп (~2500 м). Особенно величествен огромный ледниковый цирк Гаварни с почти отвесными стенами высотой 400—500 м, откуда низвергаются водопады, рождающие реку По. В наше время в Пиренеях ледников почти не осталось.
Армориканский массив, занимающий территорию полуостровов Бретань и Котантен, менее поднят и менее разбит трещинами по сравнению с Центральным Французским массивом. Однако, несмотря на малые высоты, Армориканский массив глубоко расчленён речными долинами и там немного выровненных участков. Преобладают крутые склоны, что в сочетании с малоплодородными почвами ограничивает возможности развития сельского хозяйства.
Горы Вогезы, отделяющие плодородную долину Рейна в Эльзасе от остальной части Франции, достигают в ширину всего 40 км. Сглаженные и залесённые поверхности этих гор возвышаются над глубокими долинами. Сходный ландшафт преобладает на севере страны в Арденнах (их основной массив находится на территории Бельгии).

## Равнины
Парижский бассейн находится на севере центральной Франции в окружении Армориканского массива, Центрального Французского массива, Вогезов и Арденн. Вокруг Парижа расположена система концентрических уступов гряд, разделённых узкими полосами равнин.
Гароннская низменность, расположенная на юго-западе Франции у подножья Пиренеев, — равнинный район с плодородными почвами. Ланды, треугольный клиновидный участок к юго-западу от нижнего течения Гаронны, отличаются менее плодородными почвами и засажены хвойными лесами.
Грабен Роны и Соны в юго-восточной Франции образует узкий проход между Альпами на востоке и Центральным Французским массивом на западе. Он состоит из ряда небольших впадин, разделённых сильно расчленёнными поднятыми участками.

## Климат
На территории европейской части Франции выделяются следующие основные типы климата: морской умеренный; переходный от морского умеренного к континентальному; субтропический средиземноморский; горные типы.
Для Нормандии и Бретани характерным является морской климат, распространяющий своё влияние на всю западную часть страны. Особенно мягким и влажным климатом отличается Бретань, для которой характерна малая разница между летними и зимними температурами, а также пасмурные дни с сильными ветрами.
Зимой здесь тепло (средняя температура января +7 °C), но лето прохладное, пасмурное (в июле +17 °C). В восточных районах страны доминирует континентальный климат: здесь годовая амплитуда среднемесячных температур достигает 20 °C.
Для Парижа характерна мягкая зима, средняя температура января +3,5 °C. Защищённое от северных ветров Альпами и Центральным массивом побережье Средиземного моря имеет средиземноморский климат с жарким сухим летом и влажной тёплой зимой. В удалённых от моря низменных районах средняя температура января также положительная, а лето значительно теплее. В южной части Франции на побережье климат средиземноморский субтропический: лето сухое и жаркое, зима тёплая, но с осени начинаются дожди.
В Ницце средняя температура июля +24 °C, января +8 °C. В горах — Альпах, Пиренеях, Центральном массиве — отмечаются низкие зимние температуры, сильные ветры, обилие осадков, длительный снежный покров. Среднегодовое количество осадков на большей части страны составляет 600—1000 мм, при этом осадки распределяются на территории страны, за исключением побережья Средиземного моря, относительно равномерно.

## Реки
Большинство рек Франции, начинаясь в Центральном массиве, текут в Атлантический океан или Средиземное море.
Сена (775 км, от лат. «спокойствие») — равнинная река. Она образует широко разветвлённую систему с крупными правыми притоками Марной и Уазой и левым притоком Йонной. Сена судоходна и обеспечивает движение грузов между Парижем и Руаном.
Гаронна (650 км) берёт своё начало в испанских Пиренеях, протекает через Тулузу и Бордо; при впадении в океан образует обширный эстуарий — Жиронду. Основные притоки Тарн, Ло и Дордонь.
Используется в сельском хозяйстве для орошения.
Рона (812 км, прозвище реки — «разъярённый бык») — самая полноводная река Франции, начинается в Швейцарских Альпах из Ронского ледника, протекает через Женевское озеро. Около Лиона в неё впадает река Сона. Другие крупные притоки — Дюранс и Изер. Имеет важное гидроэнергетическое и транспортное значение. Обеспечивает водоснабжением города, находящиеся на Лазурном берегу. Судоходна ниже притока — реки Эн. Также играет большую роль в сельском хозяйстве (используется для ирригации).
Луара (1020 км) — самая длинная река Франции — начинается в Центральном массиве. Река принимает много притоков, основные из которых Алье, Шер, Эндр и Вьенна. Река судоходна лишь в низовьях, где находятся Нант и Сен-Назер. В декабре и в январе Луара особенно полноводна (она увеличивается примерно в восемь раз) и только к лету вода спадает. В прежние времена по Луаре проходили важные торговые пути и её называли рекой-королевой. Берега Луары сложены белым известняком, который использовали для строительства храмов и дворцов.

Луара судоходна до города Роан. Имеет важное туристическое значение.

## Минеральные ресурсы

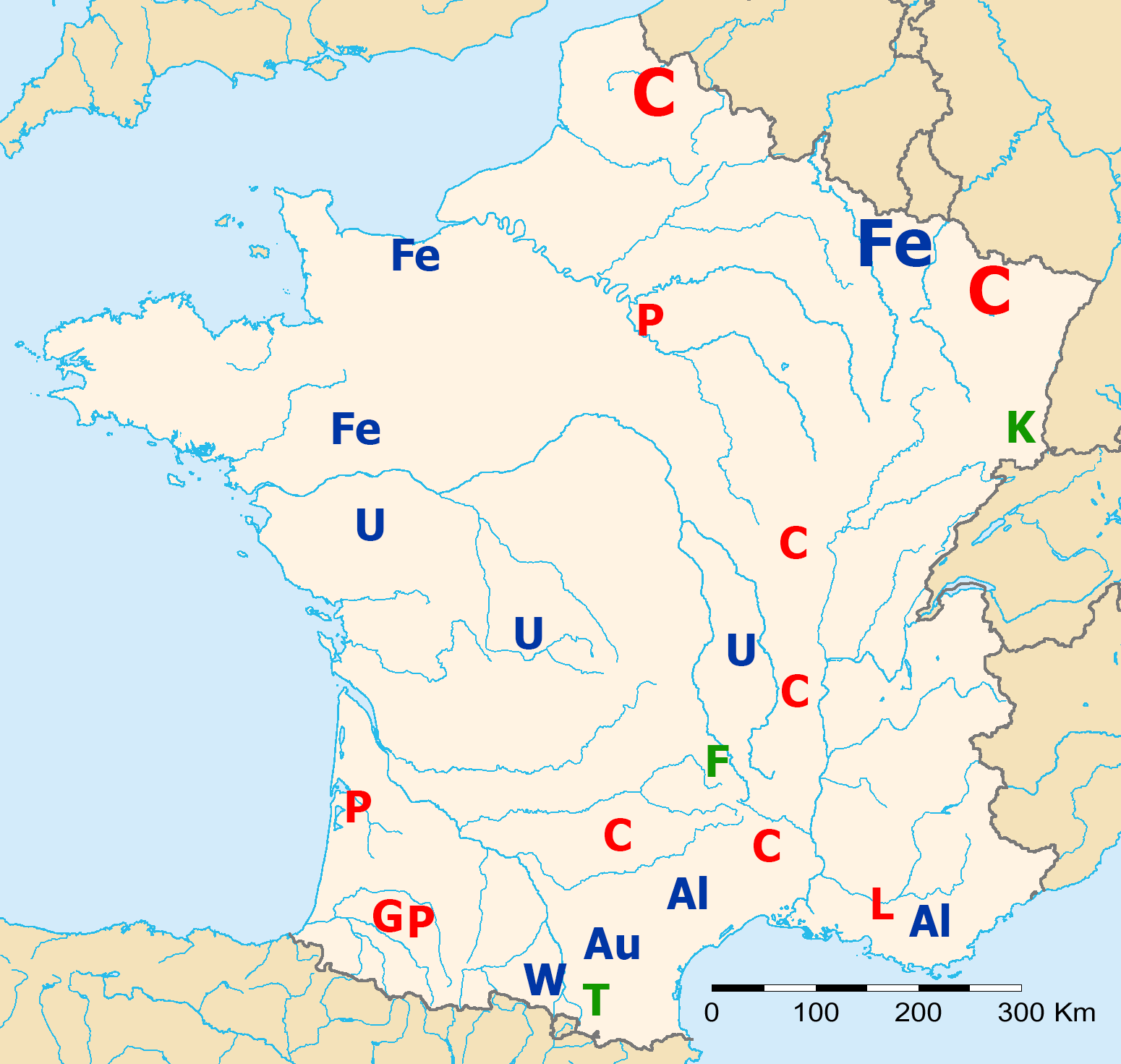
Полезные ископаемые Франции. Al — алюминиевые руды (бокситы), Fe — железные руды, W — вольфрам, Au — золото, U — уран. C — каменный уголь, L — бурый уголь (лигнит), G — природный газ, P — нефть. F — флюорит, K — калийная соль, T — тальк.

Залежи каменного угля находятся в предгорных и межгорных впадинах герцинских гор на севере Франции, в Лотарингии и в Центральном массиве. Общие запасы каменного угля оцениваются в 2—3 млрд т, причем преобладают угли невысокого качества, мало коксующихся углей и антрацитов. В Центральном массиве и в других герцинских возвышенностях обнаружены самые крупные в Европе запасы урановой руды; здесь же в небольшом количестве добываются сурьма, золото и другие цветные металлы.
В пластах юрских известняков на западе Лотарингского плато найдены крупнейшие в Европе месторождения железных руд. Лотарингские руды небогаты: они содержат только 30—33 % железа и много фосфора, но пласты их мощные, залегают неглубоко и в рудах содержатся природные флюсы. Поблизости, восточнее Нанси, известны залежи каменной соли.
Западная часть Французских Альп (Французские Предальпы) сложена осадочными породами, главным образом известняками, восточная, более высокая — кристаллическими породами. Многовековая деятельность льда, снега и талых вод привела к сильной расчленённости Альп.
Мощные горные системы Альп и Пиренеев имеют большие запасы воды, их обширные субальпийские и альпийские луга используются под пастбища, леса дают сырьё для деревообрабатывающей промышленности. Здесь же — центры международного туризма и альпинизма.
Недра Франции в целом содержат значительные запасы минерального сырья, особенно железной руды, бокситов, калийных и каменных солей, однако топливные ресурсы весьма ограничены.

### Оценка запасов
- Алюминий (бокситы) — 100 млн т (выявленные), 53 млн т (общие), 13 млн т (подтверждённые)
- Барит — 1300 тыс. т (общие), 800 тыс. т (подтверждённые)
- Вольфрам — 40 тыс. т (выявленные), 20 тыс. т (общие), 20 тыс. т (подтверждённые)
- Газ — 9,7 млрд м³
- Железная руда — 2200 млн т (общие, подтверждённые)
- Золото — 37 т (общие), 16 т (подтверждённые), доля в мире незначительна
- Нефть — 16,4 млн т (подтверждённые на 2008 г.)
- Ниобий — 22 тыс. т, 8,7 тыс. т (подтверждённые)
- Олово — 65 тыс. т (общие, подтверждённые)
- Плавиковый шпат — 14 млн т (общие), 10 млн т (подтверждённые)
- Серебро — 4000 т (общие), 2000 т (подтверждённые)
- Свинец — 700 тыс. т (общие), 320 тыс. т (подтверждённые)
- Тантал — 15,2 тыс. т (общие), 14 тыс. т (подтверждённые)
- Уголь бурый — 161 млн т (общие), 14 млн т (подтверждённые)
- Уголь каменный — 441 млн т (общие), 15 млн т (подтверждённые)
- Фосфор — 45 млн т (ресурсы), 7,5 млн т (общие), 0,3 млн т (подтверждённые)
- Цинк — 1200 тыс. т (общие), 900 тыс. т (подтверждённые)

Данные приведены на 1.01.2007 г.

## Флора и фауна
Леса занимают 27 % территории страны. В северных и западных районах страны растут орех, берёза, дуб, ель, пробковое дерево. На средиземноморском побережье — пальмы, цитрусовые. Среди представителей фауны выделяются олень и лиса. Косули обитают в альпийских регионах, в отдалённых лесах сохранился дикий кабан. Здесь также обитает большое количество различных видов птиц, в том числе перелётных. Рептилии редки, а среди змей только одна ядовитая — обыкновенная гадюка. В прибрежных морских водах обитает много видов рыбы: сельдь, треска, тунец, сардина, скумбрия, камбала, серебристый хек.